# Wilhelm zu Solms-Rösa
Wilhelm Karl Johann Moritz, Graf zu Solms-Tecklenburg-Sonnenwalde-Rösa, auch Wilhelm zu Solms-Rösa (* 21. Mai 1828 in Kleinau; † 6. November 1904 in Rösa) war ein hochrangiger Adeliger, welcher in Anhalt zahlreiche hohe Positionen erfüllte.

## Leben

### Herkunft und Familie
Wilhelm zu Solms-Rösa war Sohn des Oberjägermeisters und Ehrenritters des Johanniterordens Karl Ernst Friedrich Moritz Theodor Graf zu Solms-Rösa (* 1. Dezember 1800; † 15. Februar 1879) und von dessen Ehefrau (Johanne Wilhelmine) Luise, geb. von Knebel (1798–1854), Tochter des königlich preußischen Majors (Johann Wilhelm) Heinrich (seit 1759: von) Knebel (1752–1821) in Dessau. Solms-Rösa hatte zwei Geschwister, nämlich Friedrich Ludwig zu Solms (1829–1906), Regierungsreferendar, Landrat und späterer Rittergutsbesitzer in Radajewit, und Klara zu Solms-Tecklenburg (*/† 1838). Wilhelm heiratete in seinem Leben zweimal; zuerst heiratete er am 21. April 1856 Luise Julie von Bodenhausen, aus dem Hause Radis (* 21. Juli 1832), Tochter des Bodo, Freiherrn von Bodenhausen (1804–1852), Kammerherrns und Adjutanten des Herzogs Heinrich von Anhalt-Köthen, und von dessen Ehefrau Luise, geb. von Albert (1810–1861). Sie verstarb schon 1867. Am 23. Juni 1868 heiratete er ihre Schwester Helene von Bodenhausen (* in Köthen 3. Januar 1836), Witwe des Lippeschen Hofmarschalls Georg von Berenhorst († 1867 in Paris; ein Nachfahre des „Alten Dessauers“). Aus der Ehe mit Helene bekam das Ehepaar ein Kind, Otto Friedrich Bodo Wilhelm, welches aber schon knapp zwei Wochen nach seinem zwölften Geburtstag, genau an Wilhelms 53. Geburtstag, starb.

### Karriere
Im Herzogtum Anhalt geboren, besuchte er in Dessau seit 1848 die Schule und war im Besitz eines Affen namens Jeck. Sein Äffchen schaffte es während der derzeitigen Märzrevolution, die auch Dessau ergriff, eine lokale Volksversammlung aufzulösen. Nach Abschluss der Schule trat Wilhelm, wie viele junge Adelige seiner Zeit, in den preußischen Militärdienst, wo er im 19. Infanterie-Regiment (Inf.-Reg. von Courbiere, 2. Pos., Nr. 19) diente. Er trat früh in den anhaltischen Hofstaat ein, wie es auch schon sein Vater vor ihm tat, und wirkte dort bis 1855 als Jagdjunker. Im selben Jahr wurde er zum Hofjägermeister ernannt. Im April 1854 wurde ihm der Herzoglich-Sachsen-Ernestinische-Hausorden Ritter I. Klasse verliehen. In Weimar wurde ihm am 22. November 1864 der Hausorden vom Weißen Falken der Ritter I. Klasse verliehen. Am 31. Januar 1869 wurde ihm in Altenburg das Komturkreuz II. Klasse des Herzoglich-Sachsen-Ernestinischen-Hausorden verliehen. Im selben Jahr wurde ihm am 30. Oktober der Lippische Hausorden I. Klasse verliehen. Am 13. Juli 1871 wurde er zum Ritter des Großkomturkreuz des Orden des Heiligen Michael ernannt. Am 17. Januar 1872 wurde ihm in Sondershausen das Ehrenkreuz von Schwarzburg I. Klasse verliehen.
Seit er anfing am Hofstaat zu wirken, wohnte und lebte er in Dessau. Im Jahr 1872 wurde er von Friedrich I. zum Landtagsabgeordneten im Landtag des Herzogtum Anhalt bis zum Jahre 1878 ernannt. Ebenso wie er im Landtag saß, war er auch im Kreistag vertreten.
Im März 1875 wurde Wilhelm in den geschäftsführenden Ausschuss des Vereins für Anhaltische Geschichte und Altertumskunde gewählt. Auch wurde er 1875 mit der Komtur I. Klasse des Hausorden Albrechts des Bären und am 15. Januar in Berlin mit dem preußischen Kronenorden der II. Klasse mit Schwert ausgezeichnet. Im Laufe der Jahre arbeitete sich Wilhelm weiter hoch, sodass er schon bis 1876 der Vorsitzende der herzoglichen Hofkammer, Chef des Hofforstamtes und der Schloss- und Gartenverwaltung wurde. Er wurde am 4. September 1877 zum Ritter des Großkomturkreu des Hausordens der Wendischen Krone. Auch wurde er, parallel zu seinem Vater, zum zweiten Oberjägermeister im Herzogtum Anhalt ernannt. Ebenso war er eines der drei Mitglieder im herzoglichen Hofjagdamt (mit Heinrich von Saldern und Bodo von Bodenhausen). Gewisse Zeit später wirkte Wilhelm auch als Hausminister der Herzogsfamilie, bis er im Frühjahr 1879 entlassen und durch Anton Ferdinand von Krosigk (1820–1892) ersetzt wurde. Trotzdem wirkte er als erster Oberjägermeister am anhaltischen Hofstaat weiter, diesmal hatte er sich aber auf Rösa zurückgezogen.

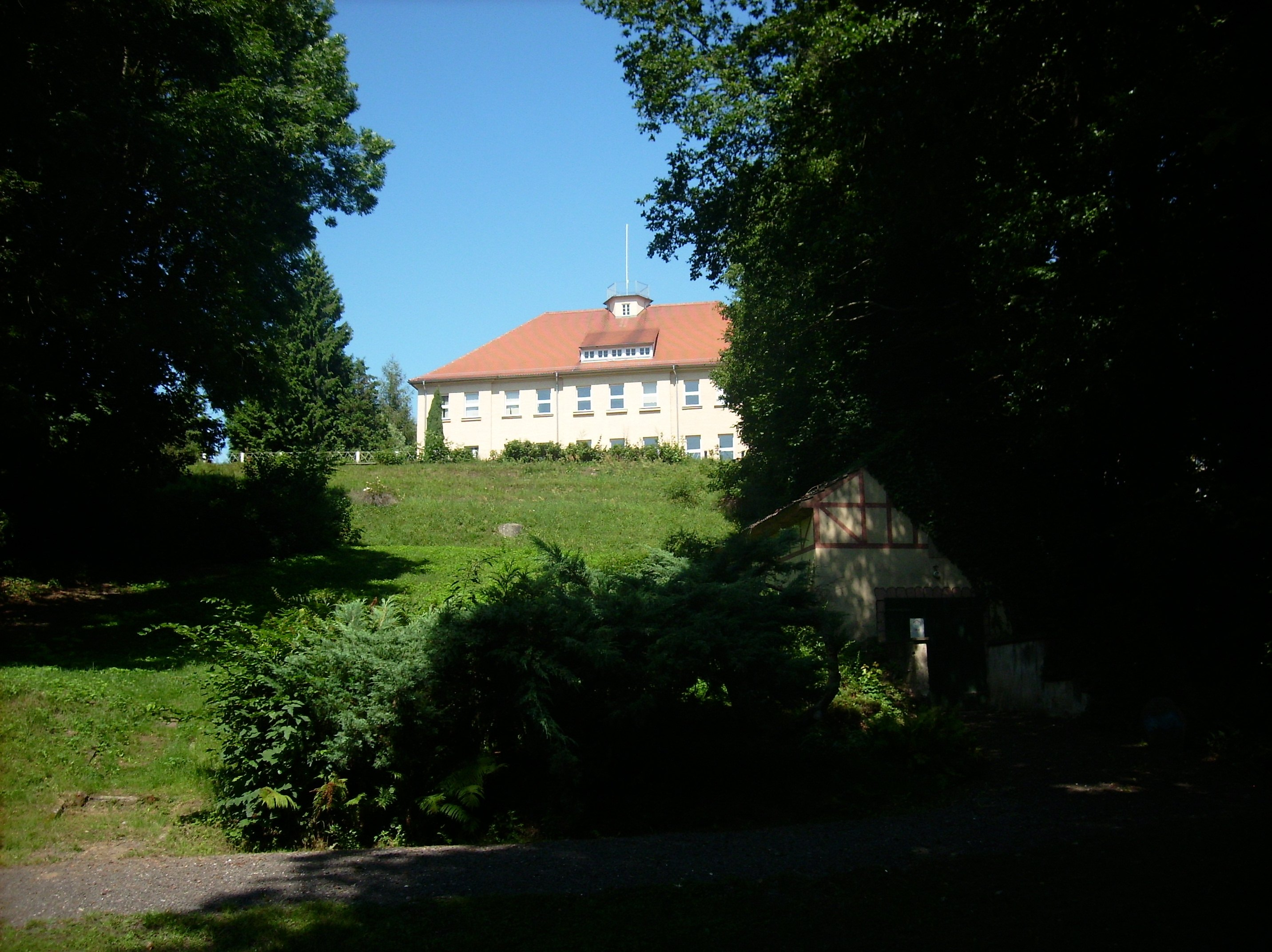
Schloss Rösa vom Park aus

In Rösa übernahm Wilhelm die Bewirtschaftung seines Gutes, welches er von seinem kürzlich verstorbenen Vater geerbt hatte. Weiterhin erarbeitete er sich die Funktion des Deichhauptmanns und Amtsvorstehers für Rösa. 1883 wurde er in den Kreistag des Kreis Dessau gewählt, wo er Naundorf repräsentierte. Bis 1883 wurden ihm noch zahlreiche weitere Orden und Medaillen verliehen, darunter der Rote Adlerorden der III. Klasse. Am 26. Mai 1884 erhielt er in Dessau das Großkreuz des Hausordens Albrechts des Bären. Insgesamt war er zehnfacher Ritter.
Am 21. September 1887 war er im Hotel „Rheinischer Hof“ mit Baron von Bodenhausen in München zu Besuch. Wilhelm wirkte bis mindestens 1894 als Kammerherr. Am 22. Mai 1896 wurde ihm in Dessau die Herzoglich anhaltisch fünfundzwanzigjährige Regierungs-Jubiläums-Medaille verliehen. Zwischen 1897 und 1898 lief zwischen ihm und der Rösaer Bevölkerung eine Klage wegen fehlender Zahlung des Fährhauskapitals und Subhastation des Fährhauses. 1899 wurde Wilhelm königlicher Landrat des Kreises Bitterfeld und erhielt für seine Dienste am 1. Juli 1902 den Roten Adlerorden der II. Klasse mit Stern. Wilhelm galt in seinem Heimatdorf als großer Tierfreund; besonders wilde Enten waren seine Lieblingstiere. Seit 1892 besaß er auch einen Affen namens Jeck, welcher nicht zu verwechseln ist mit dem, den er in Dessau besaß, der oft viel Ärger mit dem Dienstpersonal seines Schlosses machte. Durch seine große Tierliebe veranlasste er oft Begrabungen von gestorbenen Tieren im Dorf, wie so z. B. seine zwei Jecks.
Am 16. August 1904 starb Wilhelm nach einer lang-anhaltenden Krankheit, welche ihm schwer zu schaffen machte. Er wurde, wie seine ein paar Monate vorher verstorbene Frau, in der gräflichen Beisitzungskapelle beerdigt. Nach seinem Tod übernahm sein etwas jüngerer Bruder Friedrich das Schloss in Rösa, welches er aber nicht lange verwaltete, da er nur zwei Jahre später verstarb.